# Bylandtstraße 21 (Mönchengladbach)

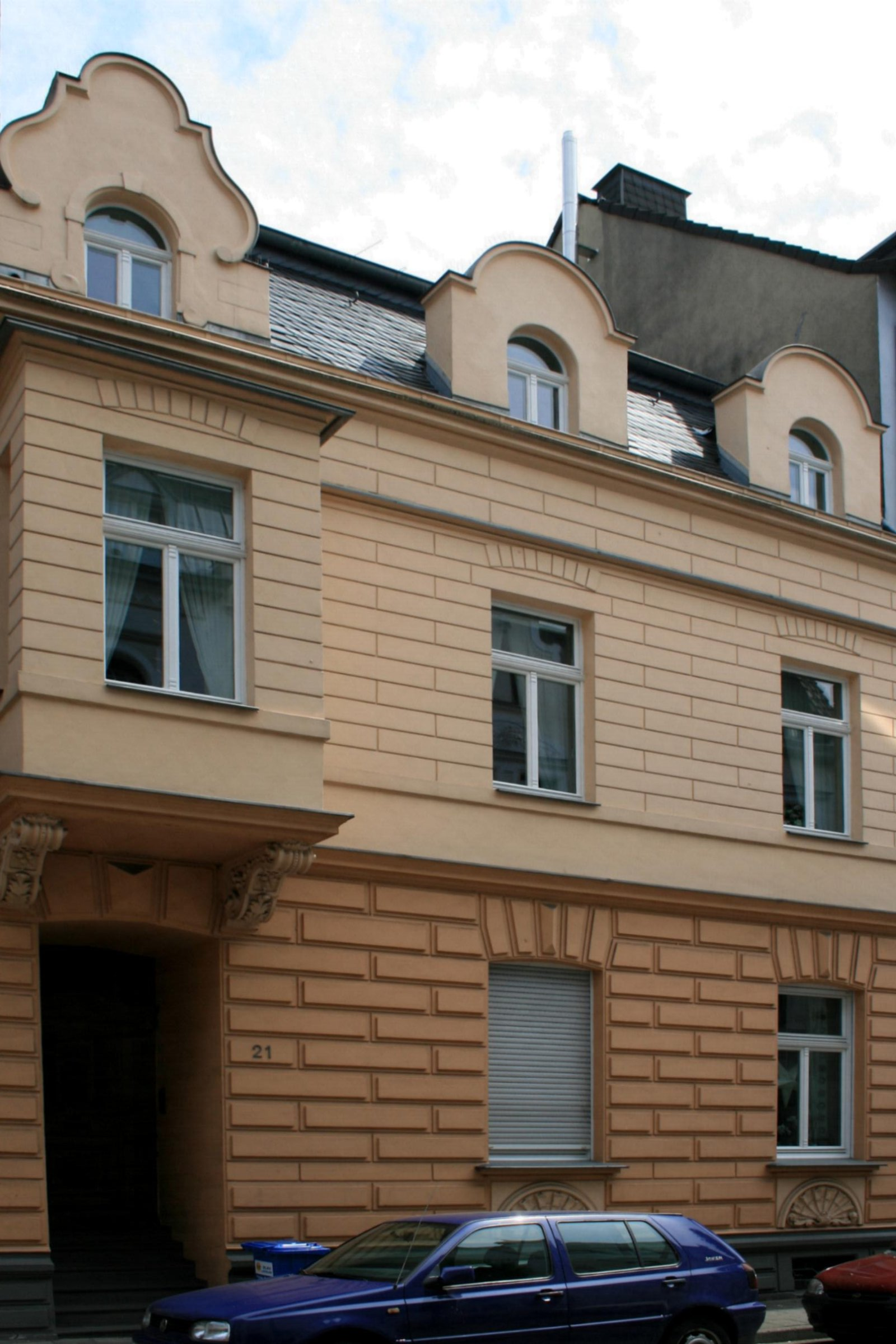
Wohnhaus (2010)

Das Wohnhaus Bylandtstraße 21 steht im Stadtteil Rheydt in Mönchengladbach (Nordrhein-Westfalen).
Das Haus wurde 1901 erbaut. Es ist unter Nr. B 073 am 29. August 1988 in die Denkmalliste der Stadt Mönchengladbach eingetragen worden.

## Architektur
Zweigeschossiger Putzbau von drei Achsen mit ausgebautem Mansarddach, das zur Rückfront als Satteldach ausgebildet ist. Strukturierung des Erdgeschosses durch Quaderimitation, im Obergeschoss durch entsprechenden Fugenschnitt. Asymmetrische Fassadenausführung unter Betonung der links angeordneten Eingangsachse mit Erker und kleinem Schweifgiebel.
Horizontale Gliederung mittels Sockel-, Stockwerk- und profiliertem Traufgesims; ein Putzband imitiert ein Sohlbankgesims und ein weiteres Profilband begrenzt in Höhe des Erkerabschlusses das Obergeschoss. Die glatt in die Wandfläche eingeschnittenen Fenster sind gleichförmig hochrechteckig ausgebildet, variieren aber durch Stichbogenabschluss im Erdgeschoss und scheitrechtem Sturz im Obergeschoss. Der kastenförmige Erker wird von Konsolen getragen und dreiseitig belichtet. Die Dachfläche durchbrechen drei Gauben – die linke als Scheingiebel ausgebildet – die rechts flankierenden zurückhaltender geschweift und analog durch jeweils ein Rundbogenfenster belichtet. Die sparsame Stuckornamentik beschränkt sich auf ornamentalen Brüstungsschmuck (Erdgeschoss) und flach aufgetragene Bogenquaderung über den Fenstern. Eine in Voluten auslaufende Bogenrahmung ziert lediglich das Fenster des kleinen Giebels.